# Masters (snooker)
Masters är en inbjudningsturnering i snooker som tillsammans med UK Championship är den mest prestigefyllda tävlingen efter VM på proffstouren. Den spelas varje år (för närvarande i januari) i London, i Wembley Arena, en intilliggande byggnad till Wembley Stadium. Turneringen spelades första gången 1975.
Turneringen är en inbjudningsturnering vilket innebär att den inte ger några rankingpoäng. 16 spelare deltar där två platser är vikta för föregående Mastersvinnaren och regerande världsmästare. Övriga platser fylls upp med de högst rankade spelarna på snookerns proffstour, men under åren 1990–2010 fick de lägst rankade spelarna av dessa möta wild card-spelare i ett förkval till två (tre 2007) av de 16 platserna i turneringen.
Mellan 1990 och 2010 delade arrangörerna ut två (tre 2007) wild cards. 1990 och 2005 blev två spelare utvalda men från 1991 (förutom 2005) fick segraren av Benson & Hedges Championship – från 2003 Masters Qualifying Event – ett wild card och en spelare (två 2007) blev utvald. Ett wild card brukade gå till Jimmy White eftersom han är publikens favorit och dessutom från London. År 2008 hade White dalat så pass mycket på rankingen att han inte längre fick något wild card, det gick istället till Marco Fu. 2009 fick Ricky Walden ett wild card efter sin seger i Shanghai Masters. 2010 fick Jimmy White åter igen ett wild card, det sista som delats ut.

## Vinnare
Sammanlagt antal vinster i turneringen inom parentes.
| År   | Segrare               | Finalmotståndare  | Resultat | Säsong  |
| ---- | --------------------- | ----------------- | -------- | ------- |
| 1975 | John Spencer          | Ray Reardon       | 9 – 8    | 1974/75 |
| 1976 | Ray Reardon           | Graham Miles      | 7 – 3    | 1975/76 |
| 1977 | Doug Mountjoy         | Ray Reardon       | 7 – 6    | 1976/77 |
| 1978 | Alex Higgins          | Cliff Thorburn    | 7 – 5    | 1977/78 |
| 1979 | Perrie Mans           | Alex Higgins      | 8 – 4    | 1978/79 |
| 1980 | Terry Griffiths       | Alex Higgins      | 9 – 5    | 1979/80 |
| 1981 | Alex Higgins          | Terry Griffiths   | 9 – 6    | 1980/81 |
| 1982 | Steve Davis           | Terry Griffiths   | 9 – 5    | 1981/82 |
| 1983 | Cliff Thorburn        | Ray Reardon       | 9 – 7    | 1982/83 |
| 1984 | Jimmy White           | Terry Griffiths   | 9 – 5    | 1983/84 |
| 1985 | Cliff Thorburn (2)    | Doug Mountjoy     | 9 – 6    | 1984/85 |
| 1986 | Cliff Thorburn (3)    | Jimmy White       | 9 – 5    | 1985/86 |
| 1987 | Dennis Taylor         | Alex Higgins      | 9 – 8    | 1986/87 |
| 1988 | Steve Davis (2)       | Mike Hallett      | 9 – 0    | 1987/88 |
| 1989 | Stephen Hendry        | John Parrott      | 9 – 6    | 1988/89 |
| 1990 | Stephen Hendry (2)    | John Parrott      | 9 – 4    | 1989/90 |
| 1991 | Stephen Hendry (3)    | Mike Hallett      | 9 – 8    | 1990/91 |
| 1992 | Stephen Hendry (4)    | John Parrott      | 9 – 4    | 1991/92 |
| 1993 | Stephen Hendry (5)    | James Wattana     | 9 – 5    | 1992/93 |
| 1994 | Alan McManus          | Stephen Hendry    | 9 – 8    | 1993/94 |
| 1995 | Ronnie O'Sullivan     | John Higgins      | 9 – 3    | 1994/95 |
| 1996 | Stephen Hendry (6)    | Ronnie O'Sullivan | 10 – 5   | 1995/96 |
| 1997 | Steve Davis (3)       | Ronnie O'Sullivan | 10 – 8   | 1996/97 |
| 1998 | Mark Williams         | Stephen Hendry    | 10 – 9   | 1997/98 |
| 1999 | John Higgins          | Ken Doherty       | 10 – 8   | 1998/99 |
| 2000 | Matthew Stevens       | Ken Doherty       | 10 – 8   | 1999/00 |
| 2001 | Paul Hunter           | Fergal O'Brien    | 10 – 9   | 2000/01 |
| 2002 | Paul Hunter (2)       | Mark Williams     | 10 – 9   | 2001/02 |
| 2003 | Mark Williams (2)     | Stephen Hendry    | 10 – 4   | 2002/03 |
| 2004 | Paul Hunter (3)       | Ronnie O'Sullivan | 10 – 9   | 2003/04 |
| 2005 | Ronnie O'Sullivan (2) | John Higgins      | 10 – 3   | 2004/05 |
| 2006 | John Higgins (2)      | Ronnie O'Sullivan | 10 – 9   | 2005/06 |
| 2007 | Ronnie O'Sullivan (3) | Ding Junhui       | 10 – 3   | 2006/07 |
| 2008 | Mark Selby            | Stephen Lee       | 10 – 3   | 2007/08 |
| 2009 | Ronnie O'Sullivan (4) | Mark Selby        | 10 – 8   | 2008/09 |
| 2010 | Mark Selby (2)        | Ronnie O'Sullivan | 10 – 9   | 2009/10 |
| 2011 | Ding Junhui           | Marco Fu          | 10 – 4   | 2010/11 |
| 2012 | Neil Robertson        | Shaun Murphy      | 10 – 6   | 2011/12 |
| 2013 | Mark Selby (3)        | Neil Robertson    | 10 – 6   | 2012/13 |
| 2014 | Ronnie O'Sullivan (5) | Mark Selby        | 10 – 4   | 2013/14 |
| 2015 | Shaun Murphy          | Neil Robertson    | 10 – 2   | 2014/15 |
| 2016 | Ronnie O'Sullivan (6) | Barry Hawkins     | 10 – 1   | 2015/16 |
| 2017 | Ronnie O'Sullivan (7) | Joe Perry         | 10 – 7   | 2016/17 |
| 2018 | Mark Allen            | Kyren Wilson      | 10 – 7   | 2017/18 |
| 2019 | Judd Trump            | Ronnie O'Sullivan | 10 – 4   | 2018/19 |
| 2020 | Stuart Bingham        | Ali Carter        | 10 – 8   | 2019/20 |
| 2021 | Yan Bingtao           | John Higgins      | 10 – 8   | 2020/21 |
| 2022 | Neil Robertson (2)    | Barry Hawkins     | 10 – 4   | 2021/22 |
| 2023 | Judd Trump (2)        | Mark Williams     | 10 – 8   | 2022/23 |
| 2024 | Ronnie O'Sullivan (8) | Ali Carter        | 10 – 7   | 2023/24 |
| 2025 | Shaun Murphy (2)      | Kyren Wilson      | 10 – 7   | 2024/25 |